# Neomochtherus cypreus
Neomochtherus cypreus är en tvåvingeart som beskrevs av Tsacas 1968. Neomochtherus cypreus ingår i släktet Neomochtherus och familjen rovflugor. Inga underarter finns listade i Catalogue of Life.